# Orfeo
(Pausania, Periegesi della Grecia, IX, 30, 5.)

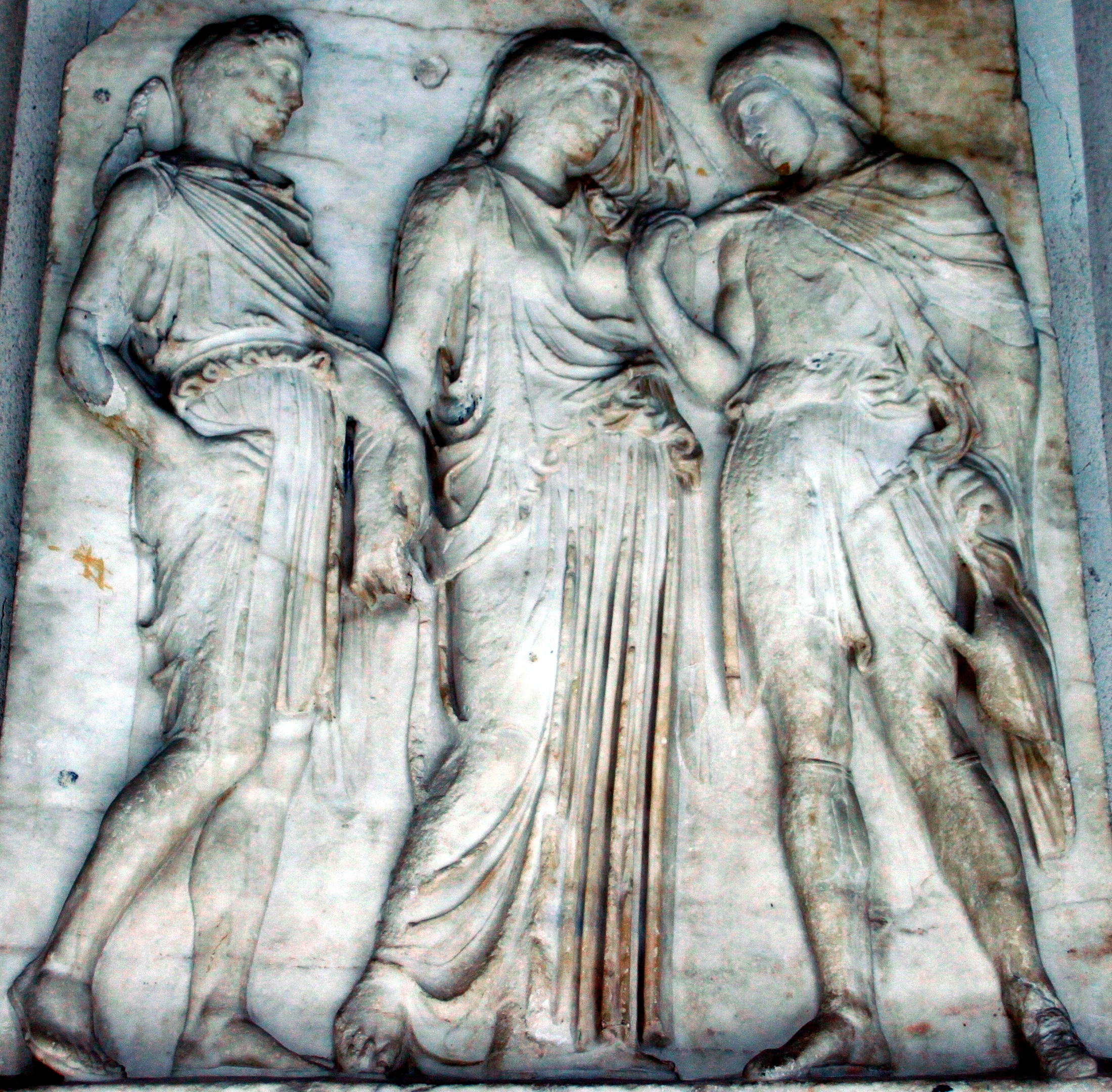
Bassorilievo in marmo di epoca romana, copia di originale greco del 410 a.C., che rappresenta Ermes, Euridice e Orfeo. L'opera originale, probabilmente di Alcamene, è andata perduta. Questo bassorilievo, conservato presso il Museo archeologico di Napoli, è tra le testimonianze che attesterebbero l'esito negativo della catabasi di Orfeo già a partire dal V secolo a.C. Qui Orfeo voltatosi verso Euridice, le alza il velo, forse per verificare l'identità della donna e quindi la perde. Secondo l'opinione di Cristopher Riedweg sarebbe infatti evidente che Ermes a questo punto trattenga per un braccio la sposa di Orfeo, che volge quindi il piede destro per tornare indietro.

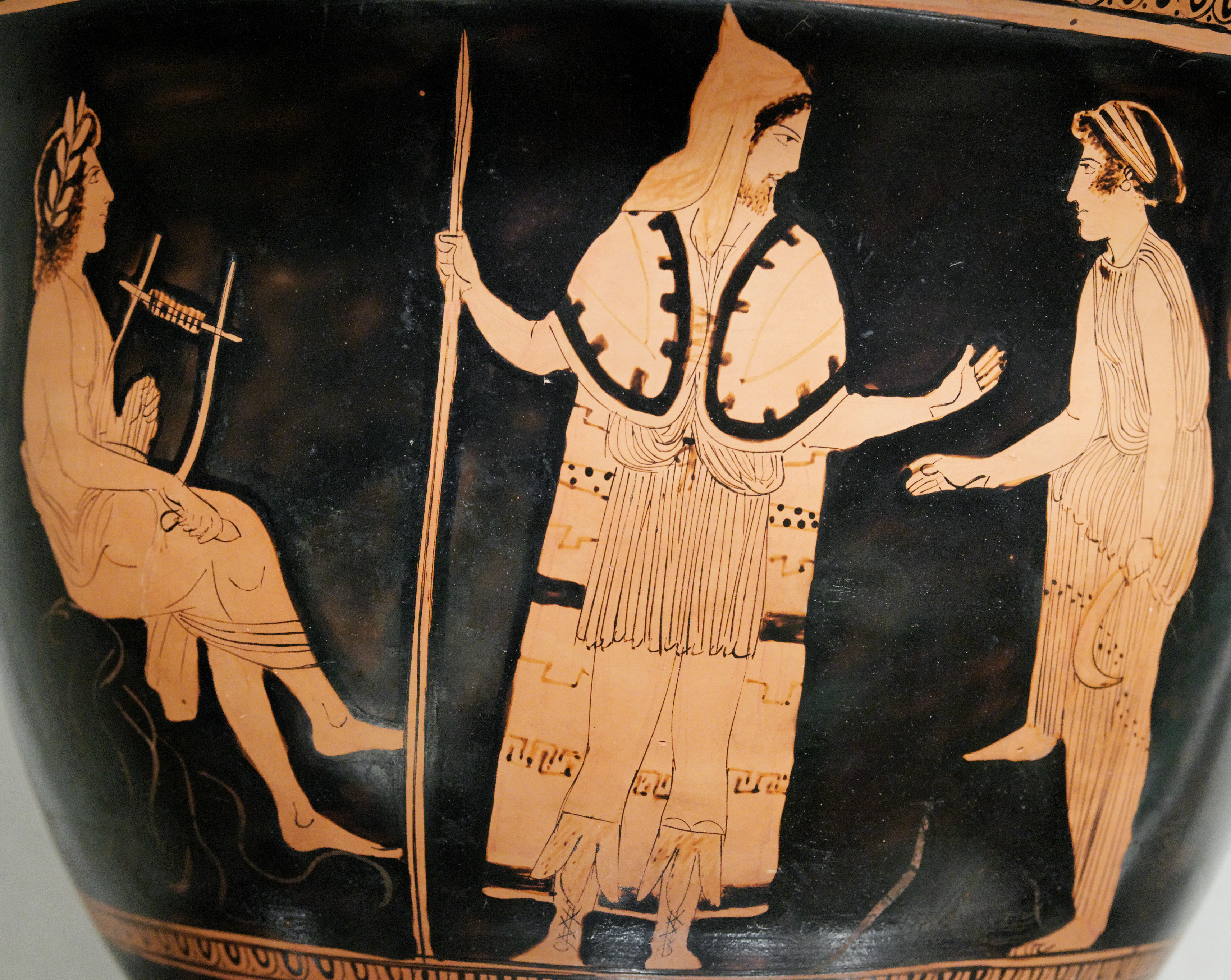
Orfeo ritratto in un kratēr attico a figure rosse risalente al V secolo a.C. e oggi conservato presso il Metropolitan Museum di New York. Orfeo, che siede a sinistra impugnando la lira, veste un abito tipicamente greco, a differenza dell'uomo che gli si pone in piedi davanti che invece indossa un costume tracio. Questo particolare, unitamente alla presenza, a destra, della donna che impugna una piccola falce, può rappresentare una delle varianti della sua leggenda che lo vuole missionario greco in Tracia, ucciso lì dalle donne in quanto escludendole dai suoi riti induceva i loro mariti ad abbandonarle:

Orfeo (in greco antico: Ὀρφεύς?, Orphéus, pronuncia [or.pʰeú̯s]; in latino Orpheus, pronuncia [ˈor.pʰeus]) è un personaggio della mitologia greca, fondatore e figura chiave dell'orfismo. Si tratta dell'artista per eccellenza, che dell'arte incarna i valori eterni, ma anche di uno «sciamano, capace di incantare animali e di compiere il viaggio dell'anima lungo gli oscuri sentieri della morte». I molteplici temi chiamati in causa dal suo mito – l'amore, l'arte, l'elemento misterico – sono alla base di una fortuna senza pari nella tradizione letteraria, filosofica, musicale, culturale e scultorea dei secoli successivi.

Mappa dei luoghi che, secondo la mitologia, Orfeo avrebbe visitato e legato a sé.

## Orfeo e l'Orfismo
Il primo riferimento a noi pervenuto sulla figura di Orfeo è nel frammento 25 del lirico di Rhegion (Reggio Calabria) Ibico vissuto nel VI secolo a.C. nella Magna Grecia, nel quale appare già "famoso". Attorno alla sua figura mitica, capace di incantare persino gli animali, si assesta una tradizione che non gli attribuisce un normale modo di fare musica, bensì la psychagogia, che si estende alle anime dei morti. Il papiro di Derveni, rinvenuto negli anni 1960 vicino a Salonicco, offre un'interpretazione allegorica di un poema orfico non a caso in concomitanza con un rituale per placare i morti.
Associato alla figura di Dioniso, divorato dai Titani con i quali rappresenta da un lato la componente dionisiaca della vita – ossia l'elemento divino o "anima" – e dall'altro il corpo mortale, Orfeo è la figura centrale dell'orfismo, una tradizione religiosa che, per prima nel mondo occidentale, introduce la nozione di dualità fra corpo mortale e anima immortale.

## Il mito

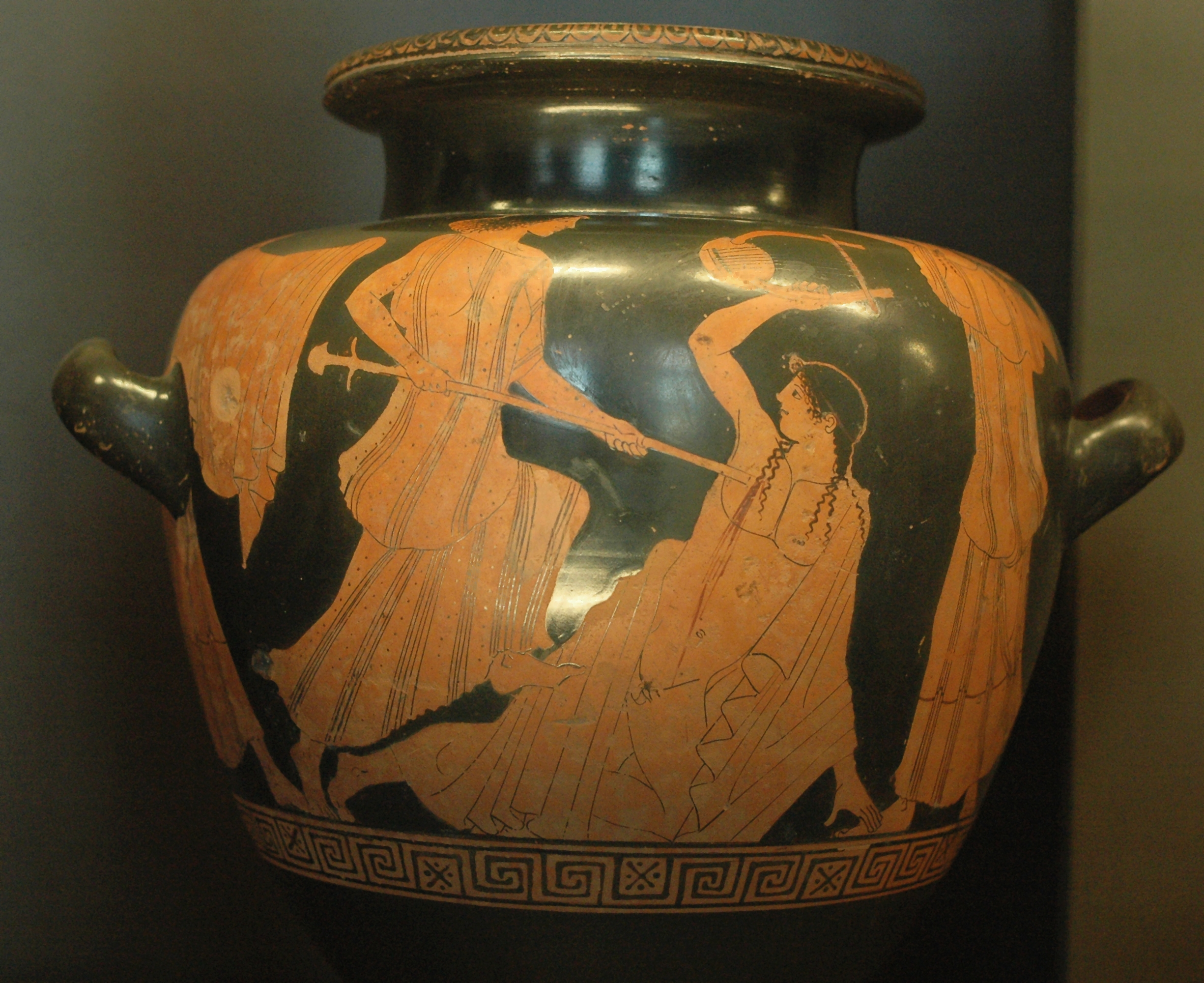
Orfeo ucciso dalle menadi, in uno stamnos a figure rosse, risalente al V secolo a.C., oggi conservato al Museo del Louvre di Parigi. Questo dipinto racconta la morte di Orfeo secondo il mito che lo vuole ucciso dalle seguaci di Dioniso, da questo dio a lui inviate in quanto mosso dalla gelosia per l'ardore religioso che il poeta conservava nei confronti di Apollo, da lui invocato sul monte Pangaio (anche Pangeo) quando il sole, immagine di Apollo, sorgeva:

(fr. 113 in Testimonianze e frammenti nell'edizione di Otto Kern; traduzione di Elena Verzura. Milano, Bompiani, 2011, p. 99)

### Le origini
Il nome di Orfeo è attestato a partire dal VI secolo a.C., ma secondo Mircea Eliade «non è difficile immaginare che sia vissuto 'prima di Omero'».
Secondo le più antiche fonti Orfeo è nativo della città di Lebetra in Tracia, situata sotto la Pieria, terra nella quale fino ai tempi di Erodoto era testimoniata l'esistenza di sciamani che fungevano da tramite fra il mondo dei vivi e dei morti, dotati di poteri magici operanti sul mondo della natura, capaci tra l'altro di provocare uno stato di trance tramite la musica.
Figlio della musa Calliope e del sovrano tracio Eagro (o, secondo altre versioni meno accreditate, del dio Apollo), appartiene alla generazione precedente degli eroi che parteciparono alla guerra di Troia, tra i quali ci sarebbe stato il cugino Reso. Secondo un'altra versione Orfeo fu il sesto discendente di Atlante e nacque undici generazioni prima della guerra di Troia. Egli, con la potenza incantatrice della sua lira e del suo canto, placava le bestie feroci e animava le rocce e gli elementi della natura.
Gli è spesso associato, come figlio o allievo, Museo.
Orfeo fonde in sé gli elementi apollineo e dionisiaco: come figura apollinea è il figlio o il pupillo del dio Apollo, che ne protegge le spoglie, è un eroe culturale, benefattore del genere umano, promotore delle arti umane e maestro religioso; in quanto figura dionisiaca, egli gode di un rapporto simpatetico con il mondo naturale, di intima comprensione del ciclo di decadimento e rigenerazione della natura, è dotato di una conoscenza intuitiva e nella vicenda stessa vi sono evidenti analogie con la figura di Dioniso per il riscatto dagli Inferi di una fanciulla (Euridice nel caso di Orfeo e la madre Semele in quello di Dioniso). Orfeo domina la natura selvaggia e può addirittura sconfiggere la morte temporaneamente (anche se alla fine viene sconfitto perdendo la persona che doveva salvare, a differenza di Dioniso).
La letteratura, d'altra parte, mostra la figura di Orfeo anche in contrasto con le due divinità: la perdita dell'amata Euridice sarebbe da rintracciarsi nella colpa di Orfeo di aver assunto prerogative del dio Apollo di controllo della natura attraverso il canto; tornato dagli Inferi, Orfeo abbandona il culto del dio Dioniso rinunciando all'amore eterosessuale. In tale contesto si innamora profondamente di Calaide, figlio di Borea, e insegna l'amore omosessuale ai Traci. Per questo motivo, le Baccanti della Tracia, seguaci del dio, furenti per non essere più considerate dai loro mariti, lo assalgono e lo fanno a pezzi. Nella versione del mito contenuta nelle Georgiche di Virgilio la causa della sua morte è invece da ricercarsi nell'ira delle Baccanti per la sua decisione di non amare più nessuno dopo la morte di Euridice.

### Le imprese di Orfeo e la sua morte

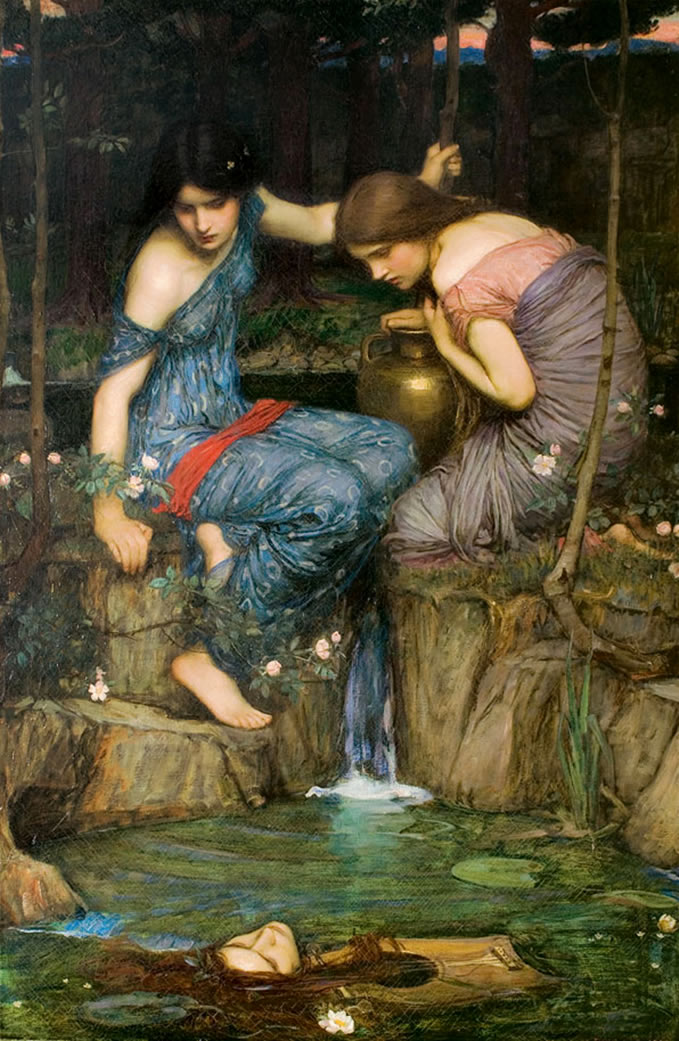
Le ninfe ritrovano la testa di Orfeo (1900) di William Waterhouse.

Secondo la mitologia classica, Orfeo prese parte alla spedizione degli Argonauti: durante la spedizione Orfeo diede innumerevoli prove della forza invincibile della sua arte, salvando la truppa in molte occasioni; con la lira e con il canto fece salpare la nave rimasta inchiodata nel porto di Jolco, diede coraggio ai naviganti esausti a Lemno, placò a Cizico l'ira di Rea, fermò le rocce semoventi alle Simplegadi, addormentò il drago e superò la potenza ammaliante delle sirene.
La sua fama è legata però soprattutto alla tragica vicenda d'amore che lo vide separato dalla driade Euridice, che era sua moglie. Come Virgilio narra nelle Georgiche, Aristeo, uno dei tanti figli di Apollo, amava perdutamente Euridice e, sebbene il suo amore non fosse corrisposto, continuava a rivolgerle le sue attenzioni fino a che un giorno ella, per sfuggirgli, mise il piede su un serpente, che la uccise col suo morso. Orfeo, lacerato dal dolore, scese allora negli inferi per riportarla nel mondo dei vivi. Raggiunto lo Stige, fu dapprima fermato da Caronte: Orfeo, per oltrepassare il fiume, incantò il traghettatore con la sua musica. Sempre con la musica placò anche Cerbero, il guardiano dell'Ade. Raggiunse poi la prigione di Issione, che, per aver desiderato Era, era stato condannato da Zeus a essere legato a una ruota che avrebbe girato all'infinito: Orfeo, cedendo alle suppliche dell'uomo, decise di usare la lira per fermare momentaneamente la ruota, che, una volta che il musico smise di suonare, cominciò di nuovo a girare.
L'ultimo ostacolo che si presentò fu la prigione del crudele semidio Tantalo, che aveva ucciso il figlio Pelope (antenato di Agamennone) per dare la sua carne agli dei e aveva rubato l'Ambrosia per darla agli uomini. Qui, Tantalo è condannato a rimanere legato a un albero carico di frutta ed immerso fino al mento nell'acqua: ogni volta che prova a bere, l'acqua si abbassa, mentre ogni volta che cerca di prendere i frutti con la bocca, i rami si alzano. Tantalo chiede quindi a Orfeo di suonare la lira per far fermare l'acqua e i frutti. Suonando però, anche il suppliziato rimane immobilizzato e quindi, non potendo sfamarsi, continua il suo tormento. A questo punto l'eroe scese una scalinata di 1000 gradini: si trovò così al centro del mondo oscuro, e i demoni si sorpresero nel vederlo. Una volta raggiunta la sala del trono degli Inferi, Orfeo incontrò Ade e Persefone.
Ovidio racconta nel decimo libro delle Metamorfosi come Orfeo, per addolcirli, diede voce alla lira e al canto. Il discorso di Orfeo fece leva sulla commozione, richiamando alla gioventù perduta di Euridice e l'enfasi sulla forza di un amore impossibile da dimenticare e sullo straziante dolore che la morte dell'amata ha provocato. Orfeo assicurò anche che, quando fosse venuta la sua ora, Euridice sarebbe tornata nell'Ade come tutti. A questo punto Orfeo rimase immobile, pronto a non muoversi finché non fosse stato accontentato.

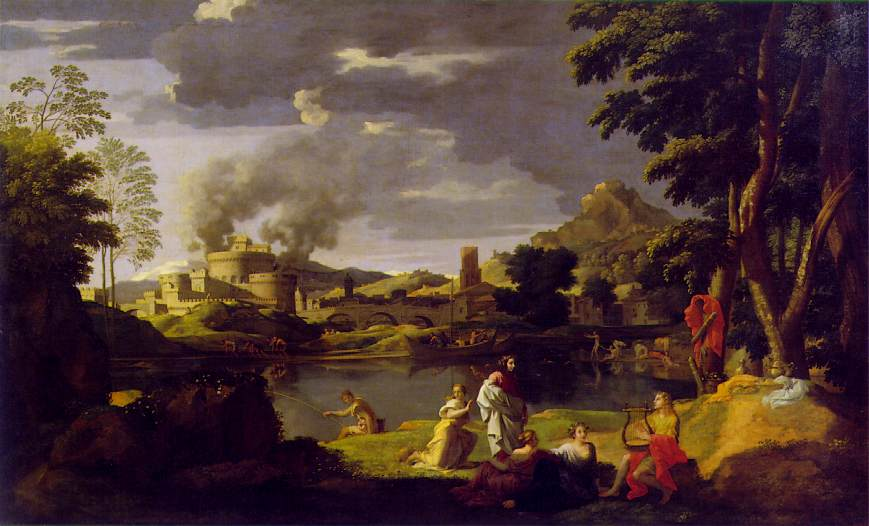
Paesaggio con Orfeo ed Euridice (1650-51) di Nicolas Poussin.

Mossi dalla commozione, che colse persino le Erinni stesse, Ade e Persefone acconsentirono al desiderio.
(Ovidio, Metamorfosi)
Essi posero però la condizione che Orfeo avrebbe dovuto precedere Euridice per tutto il cammino fino all'uscita dell'Ade senza voltarsi mai all'indietro. Esattamente sulla soglia degli Inferi, temendo che lei non lo stesse più seguendo, Orfeo non riuscì più a resistere al dubbio e si voltò per assicurarsi che la moglie lo stesse seguendo. Avendo rotto la promessa, Euridice viene riportata all'istante nell'Oltretomba.
Orfeo vide scomparire Euridice e si disperò, sapendo che non l'avrebbe mai più rivista. Decise allora di non desiderare più nessuna donna dopo la sua Euridice. Tornato sulla terra, espresse il dolore fino ai limiti delle possibilità artistiche, incantando nuovamente le fiere e animando gli alberi. Pianse per sette mesi ininterrottamente, secondo Virgilio, mentre Ovidio riduce il numero a sette giorni. Sa che non potrà amare più nessun'altra, e malgrado ciò molte ambiscono a unirsi a lui. Secondo la versione virgiliana le donne dei Ciconi videro che la fedeltà del Trace nei confronti della moglie morta non si piegava; allora, in preda all'ira e ai culti bacchici cui erano devote, lo fecero a pezzi (il famoso sparagmòs) e ne sparsero i resti per la campagna. La sua testa, insieme alla sua lira, vengono gettate nel fiume Evros.
La testa di Orfeo cadde proprio sulla lira galleggiante, continuando a cantare soavemente. Zeus, toccato da questo evento commovente, prende lo strumento e lo pone in cielo, formando una costellazione (la quale in alternativa, secondo le Fabulae di Igino, sarebbe non la lira di Orfeo ma quella di Arione). Secondo quanto afferma Virgilio nel sesto libro dell'Eneide, l'anima di Orfeo venne accolta nei Campi Elisi.
Un po' diversa è la rivisitazione del poeta sulmonese, che aggiunge un tassello alla reazione anti-femminile di Orfeo, coinvolgendo il cantore nella fondazione dell'amore omoerotico (questo elemento non è di invenzione ovidiana visto che ne abbiamo attestazione già nel poeta alessandrino Fanocle). Orfeo avrebbe quindi ripiegato sull'amore per i fanciulli, facendo innamorare anche i mariti delle donne di Tracia, che venivano così trascurate. Le Menadi si infuriarono dilaniando il poeta, nutrendosi anche di parte del suo corpo, in una scena ben più cruda di quella virgiliana.

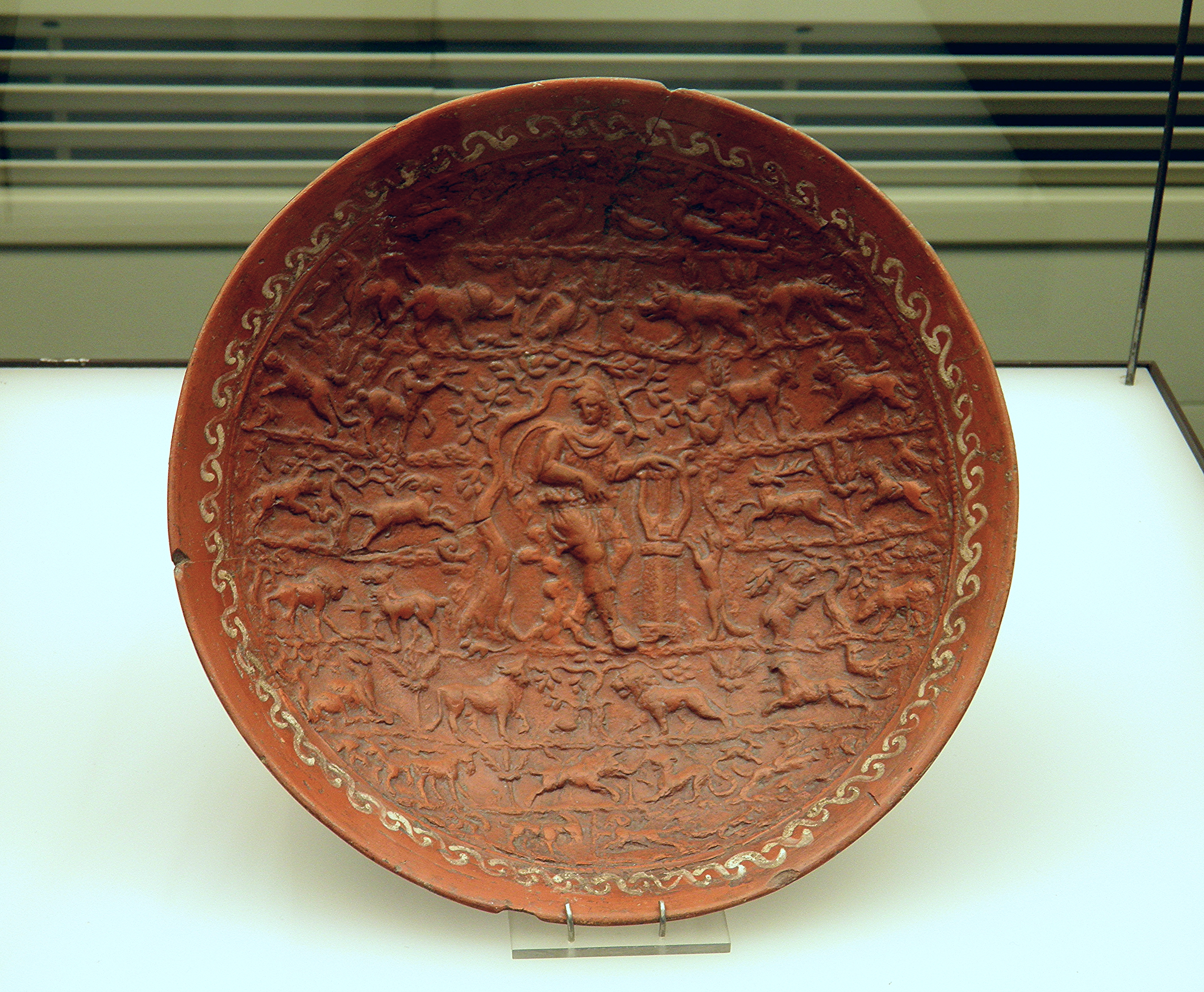
Piatto con Orfeo circondato da animali presso il Museo Romano-Germanico di Colonia.

In entrambi i poeti si narra che la testa di Orfeo finì nel fiume Ebro, dove continuò prodigiosamente a cantare, simbolo dell'immortalità dell'arte, scendendo (qui solo Ovidio) fino al mare e da qui alle rive di Metimna, presso l'isola di Lesbo, dove Febo Apollo la protesse da un serpente che le si era avventato contro. Il sofista del III secolo Filostrato nell'Eroico (28,8) racconta che la testa di Orfeo, giunta a Lesbo dopo il delitto commesso dalle donne, stava in una grotta dell'isola e aveva il potere di dare oracoli. Secondo altre versioni, i resti del cantore sarebbero stati seppelliti dalle impietosite Muse nella città di Libetra. Tornando a Ovidio, eccoci al punto culminante dell'avventura, forse inaspettato; Orfeo ritrova Euridice fra le anime pie, e qui potrà guardarla senza più temere.

## Evoluzione del mito
(Orfeo ne L'inconsolabile di Cesare Pavese, dai Dialoghi con Leucò, Einaudi 1947)

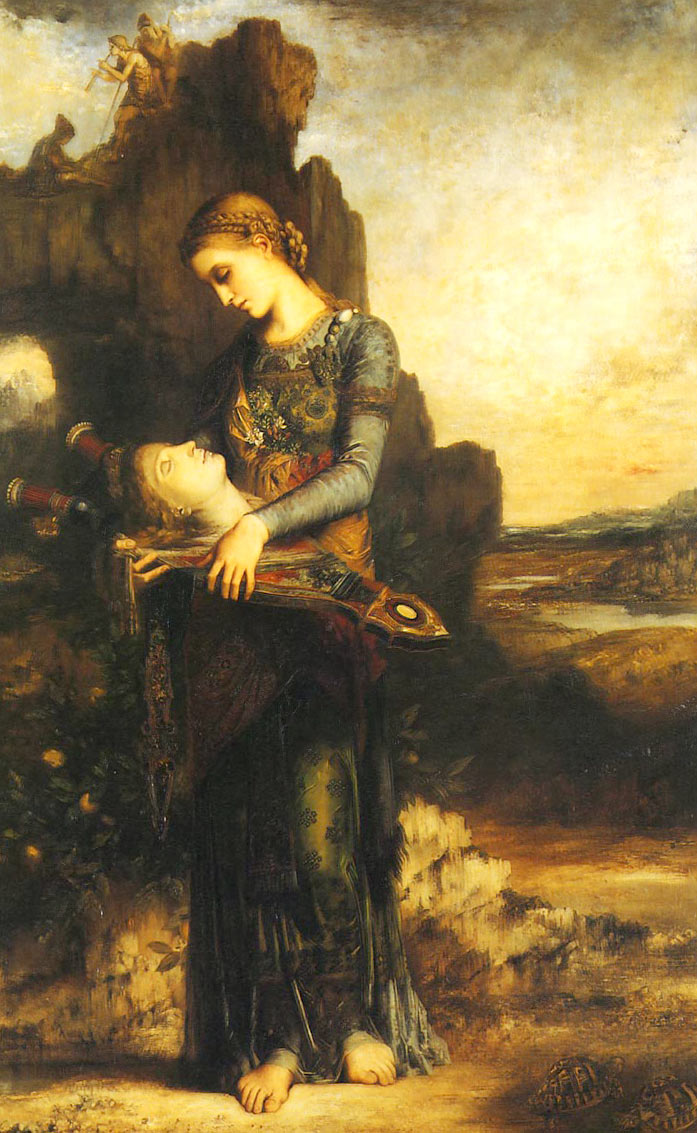
Ragazza tracia con la testa di Orfeo (1865), di Gustave Moreau.

Il mito di Orfeo nasce forse come mito di fertilità, come è possibile desumere dagli elementi del riscatto della Kore e dello σπαραγμος (sparagmòs) al greco antico "corpo fatto a pezzi") che subisce il corpo di Orfeo, elementi che indicano il riportare la vita sulla terra dopo l'inverno.
La prima attestazione di Orfeo è nel poeta Ibico di Reggio (VI sec a.C.), che parla di Orfeo dal nome famoso.
In seguito Eschilo, nella tragedia perduta Le bassaridi, fornisce le prime informazioni attinenti alla catabasi di Orfeo. Importanti anche i riferimenti di Euripide, che in Ifigenia in Aulide e ne Le baccanti rende manifesta la potenza suasoria dell'arte di Orfeo, mentre nell'Alcesti spuntano indizi che portano in direzione di un Orfeo trionfatore. La linea del lieto fine, sconosciuta ai più, non si limita a Euripide, dato che è possibile intuirla anche in Isocrate (Busiride) e in Ermesianatte (Leonzio).
Altri due autori greci che si sono occupati del mito di Orfeo proponendo due diverse versioni di esso sono il filosofo Platone e il poeta Apollonio Rodio.
Nel discorso di Fedro, contenuto nell'opera Simposio, Platone inserisce Orfeo nella schiera dei sofisti, poiché utilizza la parola per persuadere, non per esprimere verità; egli agisce nel campo della doxa, non dell'episteme. Per questa ragione gli viene consegnato dagli dèi degli inferi un phasma di Euridice; inoltre, non può essere annoverato tra la schiera dei veri amanti poiché il suo eros è falso come il suo logos.
La sua stessa morte ha carattere antieroico poiché ha voluto sovvertire le leggi divine penetrando vivo nell'Ade, non osando morire per amore. Il phasma di Euridice simboleggia l'inadeguatezza della poesia a rappresentare e conoscere la realtà, conoscenza che può essere conseguita solo tramite le forme superiori dell'eros.
Apollonio Rodio inserisce il personaggio di Orfeo nelle Argonautiche, presentato anche qui come un eroe culturale, fondatore di una setta religiosa. Il ruolo attribuito a Orfeo esprime la visione che del poeta hanno gli alessandrini: attraverso la propria arte, intesa come abile manipolazione della parola, il poeta è in grado di dare ordine alla materia e alla realtà; a tal proposito è emblematico l'episodio nel quale Orfeo riesce a sedare una lite scoppiata tra gli argonauti cantando una personale cosmogonia.
Nell'Alto Medioevo Boezio, nel De consolatione philosophiae, pone Orfeo a emblema dell'uomo che si chiude al trascendente, mentre il suo sguardo, come quello della moglie di Lot, rappresenta l'attaccamento ai beni terreni.
Nei secoli successivi, tuttavia, il Medioevo vedrà in Orfeo un'autentica figura Christi, considerando la sua discesa agli Inferi come un'anticipazione di quella del Signore, e il cantore come un trionfante lottatore contro il male e il demonio (così anche più tardi, con El divino Orfeo di Pedro Calderón de la Barca, 1634). Dante lo colloca nel Limbo, nel castello degli "spiriti magni" (Inf. IV. 139).
Nel 1864 compare la prima rivoluzionaria avvisaglia di un tema che sarà caro soprattutto al secolo successivo: il respicere di Orfeo non è più frutto di un destino avverso o di un errore, ma matura da una precisa volontà, ora sua, ora d'Euridice. Nel componimento Euridice a Orfeo del poeta inglese Robert Browning, lei gli urla di voltarsi per abbracciare in quello sguardo l'immensità del tutto, in una empatia tale da rendere superfluo qualsiasi futuro.
Il XX secolo si è appropriato della tesi secondo cui il gesto di Orfeo sarebbe stato volontario. Come è d'uopo, i primi casi non sono italiani. Jean Cocteau, ossessionato da questo mito lungo tutta la propria parabola artistica, nel 1925, diede alle stampe il proprio singolare Orfeo, opera teatrale che è alla base di tutte le rivisitazioni successive. Qui Orfeo capovolge il mito; decide di congiungersi con Euridice tra i morti, perché l'al di qua ha ormai reso impossibile l'amore e la pace. Laggiù non ci sono più rischi.
Gli fa eco il connazionale Jean Anouilh, in un'opera pur molto diversa, ma concorde nel vedere la morte come unica via di fuga e di realizzazione del proprio sogno d'amore: si tratta di Eurydice (1941).
Nel dialogo pavesiano L'inconsolabile (Dialoghi con Leucò, 1947), Orfeo si confida con Bacca: trova sé stesso nel Nulla che intravede nel regno dei morti e che lo sgancia da ogni esigenza terrena. Totalmente estraneo alla vita, egli ha compiuto il proprio destino. Euridice, al pari di tutto il resto, non conta più nulla per lui, e non potrebbe che traviarlo da siffatta realizzazione di sé: ha nelle fattezze ormai il gelo della morte che ha conosciuto, e non rappresenta più l'infanzia innocente con cui il poeta l'identificava. Voltarsi diviene un'esigenza ineludibile.
Più cinico, l'Orfeo delineato da Gesualdo Bufalino nel 1986 intona, al momento del "respicere", la famosa aria dell'opera di Gluck (Che farò senza Euridice?). La donna così capisce: il gesto era stato premeditato, nell'intenzione di acquisire gloria personale attraverso una (finta) espressione del dolore, in un'esaltazione delle proprie capacità artistiche.

## Opere in cui appare o è trattata la sua figura

### Letteratura
- Simposio (discorso di Fedro) - opera filosofica di Platone.
- Argonautiche - poema epico di Apollonio Rodio.
- Elegia n.1 Powell - Orfeo e Calais - elegia contenuta ne Gli amori o i belli di Fanocle.
- Georgiche (libro IV) - poema di Virgilio.
- Eneide (libro VI) - poema di Virgilio (Orfeo è tra gli spiriti dei Campi Elisi; Virgilio lo chiama sacerdote di Tracia, senza dunque nominarlo)
- Metamorfosi (libri X e XI) - poema di Ovidio.
- Fabula di Orfeo - Opera teatrale di Angiolo Poliziano.
- Orfeo - idillio di Giovan Battista Marino.
- Euridice ad Orfeo - epistola lirica di Antonio Bruni.
- Sonetti a Orfeo - raccolta poetica di Rainer Maria Rilke.
- Orfeo, Euridice ed Hermes - poesia di Rainer Maria Rilke
- La persuasione e la rettorica - saggio di Carlo Michelstaedter (il rimando al mito di Orfeo è centrale anche nel ciclo di poesie A Senia, del medesimo Michelstaedter).
- Canti orfici - raccolta poetica di Dino Campana.
- Orfeo Vedovo - opera teatrale di Alberto Savinio.
- Tutte le cosmicomiche di Italo Calvino (racconti Senza Colori, Il cielo di pietra, L'altra Euridice).
- Il ritorno di Euridice (da L'uomo invaso) - racconto di Gesualdo Bufalino.
- Eurydice to Orpheus - poesia di Robert Browning.
- Eurydice (da Collected Poems) - poesia di Hilda Doolittle.
- Orphée - opera teatrale di Jean Cocteau.
- Eurydice - opera teatrale di Jean Anouilh.
- Orfeo - poema di Juan Martínez de Jáuregui.
- Racconto di Orfeo - poema di Robert Henryson (o Henderson).
- Bestiaire ou Le cortège d'Orphée - raccolta poetica di Guillaume Apollinaire.
- La presenza di Orfeo - prima raccolta poetica di Alda Merini.
- Orfeo emerso - romanzo di Jack Kerouac.
- La terra sotto i suoi piedi - romanzo di Salman Rushdie.
- Il lamento d'Orfeo - opera teatrale di Valentino Bompiani.
- Dialoghi con Leucò - raccolta di racconti di Cesare Pavese (Orfeo appare nel dialogo L'inconsolabile).
- La discesa di Orfeo (Orpheus Descending), opera teatrale di Tennessee Williams.
- La Saga dei Mitago - Il Tempio Verde - di Robert Holdstock.
- Orfeo africano - romanzo breve di Werewere Liking.
- Lei dunque capirà - monologo di Claudio Magris.
- "Schatten" Euridyke sagt - opera teatrale di Elfriede Jelinek
- Poema a fumetti, (racconto per immagini del mito di Orfeo in chiave moderna) di Dino Buzzati, Mondadori.
- L'inconsolabile. Pavese, il mito e la memoria - Saggio di Beatrice Mencarini, Edizioni dell'Orso, 2013
- Orfeo - Sogno e Morte (Vol. 1) di Luca Tarenzi, Giunti Editore, 2024

### Musica
- Euridice - opere teatrali su libretto di Ottavio Rinuccini musicate da Iacopo Peri e da Giulio Caccini (1600).
- L'Orfeo - Melodramma di Claudio Monteverdi (1607).
- Orfeo dolente - Opera musicale di Domenico Belli (1616).
- La morte di Orfeo - Tragicommedia pastorale di Stefano Landi (1619).
- Orfeus und Euridice - Opera-ballo di Heinrich Schütz (1638).
- Orfeo - Opera musicale di Luigi Rossi (1647).
- Orfeo (Sartorio) - Opera musicale di Antonio Sartorio, su libretto di Aurelio Aureli (1673).
- Orfeo - Opera musicale di Jean-Baptiste Lully e Louis Lully (1690).
- Orfeo ed Euridice - Opera musicale di Christoph Willibald Gluck (1762).
- Orfeo ed Euridice - Ballo di Florian Johann Deller (1763).
- Orfeo ed Euridice - Opera lirica di Johann Gottlieb Naumann (1786).
- L'anima del filosofo ossia Orfeo ed Euridice - Opera musicale di Franz Joseph Haydn (1791).
- Orpheus - Poema sinfonico di Franz Liszt (1853-54).
- Orfeo all'inferno - Operetta di Jacques Offenbach (1858).
- Orfeo - Mimodramma di Roger Ducasse (1913).
- Orpheus und Eurydike - Opera lirica di Ernst Křenek (1926).
- La favola di Orfeo - Opera in un atto di Alfredo Casella (1934)
- Orpheus - Balletto di Igor' Fëdorovič Stravinskij (1947).
- Orfeu da Conceiçāo - Dramma musicale di Vinícius de Moraes (1947).
- Orfeo 9 - Opera rock di Tito Schipa Jr. (1970).
- Orpheus - Canzone di David Sylvian (1987) contenuta nell'album Secrets of the Beehive.
- Euridice - Canzone di Roberto Vecchioni dall'album Blumùn (1993)
- Orfeo - Singolo di Carmen Consoli (2000) contenuta nell'album Stato di necessità.
- Orfeo a Fumetti - Opera da camera di Filippo del Corno (2001).
- Abattoir Blues/The Lyre of Orpheus - album del 2004 di Nick Cave and The Bad Seeds, che contiene la traccia The Lyre Of Orpheus.
- Metamorpheus - Concept album dedicato al mito di Orfeo di Steve Hackett (2005).
- Eurydice - singolo d'esordio del progetto Sleepthief (2006).
- Orfeo Coatto - Mp3dramma di Francesco Redig de Campos 2009.
- Caliti junku, canzone dell'album Apriti sesamo di Franco Battiato, 2012.
- Awful Sound (Oh Eurydice) e It's Never Over (Hey Orpheus), canzoni dell'album Reflektor degli Arcade Fire, 2013.
- King of Shadows - track 1 dell'album R-Evolution 2014 - Martiria featuring ex Black Sabbath Vinny Appice.
- Opheus - Singolo di Fabio Mengozzi (2022)

### Pittura
- Orfeo morto - Dipinto di Jean Delville.
- Le ninfe ritrovano la testa di Orfeo - Dipinto di John William Waterhouse.
- Orfeo - Dipinto di Tintoretto.
- Orfeo solitario - Dipinto di Giorgio de Chirico
- Orfeo all'inferno - Dipinto di Rubens.
- La leggenda di Orfeo - Trittico di Luigi Bonazza.
- Ragazza tracia con la testa di Orfeo - Dipinto di Gustave Moreau.
- Orfeo - Dipinto di Pierre Marcel-Béronneau

### Scultura

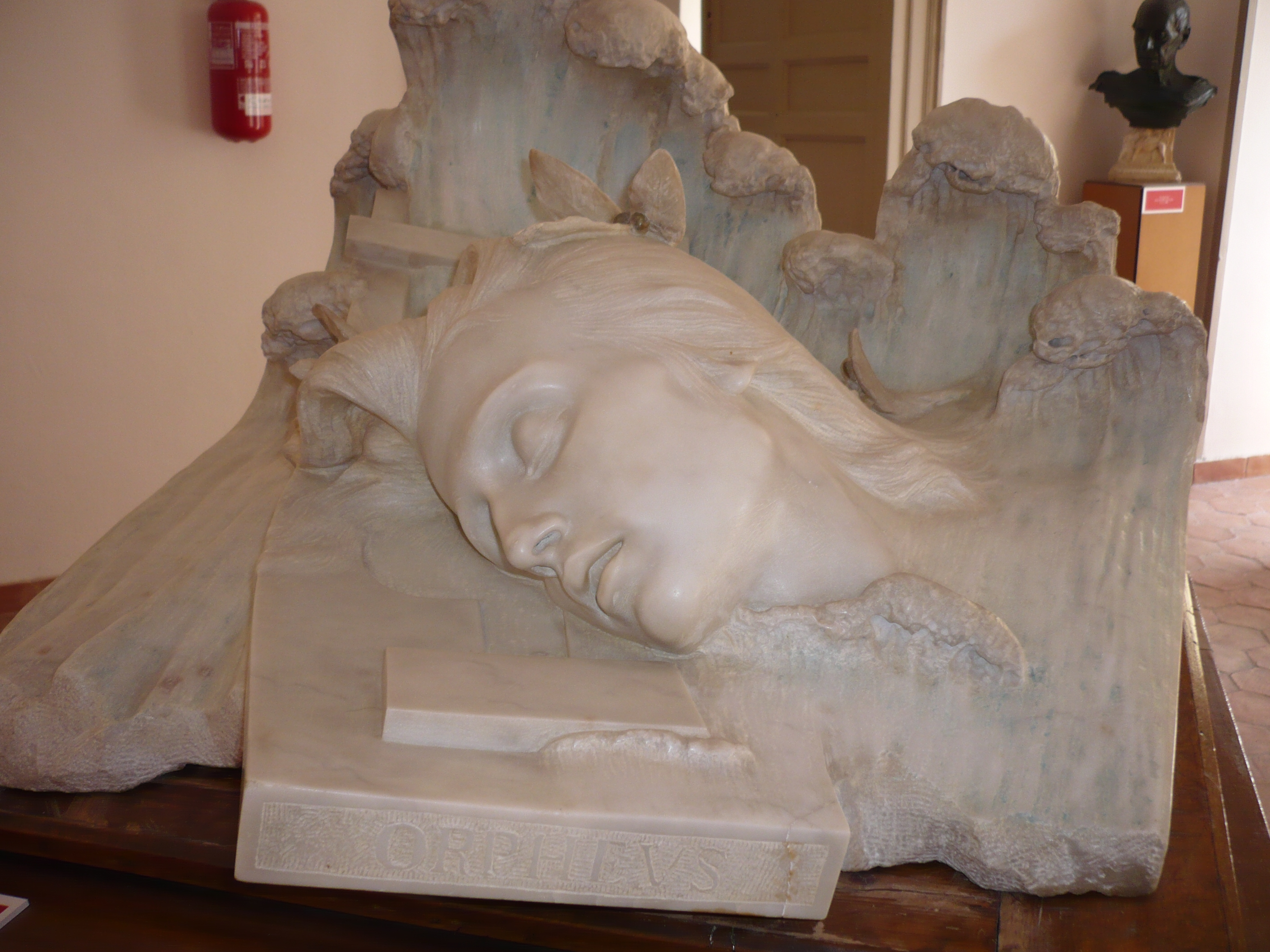
La morte di Orfeo di Michele Tripisciano a Caltanissetta.

- Orfeo, Euridice ed Hermes - Rilievo fidiaco.
- Orfeo, formella di Luca della Robbia per il Campanile di Giotto.
- Orfeo ed Euridice, scultura di Auguste Rodin, New York, Metropolitan Museum of Art, 1893.
- La morte di Orfeo scultura di Michele Tripisciano, Caltanissetta, Museo Tripisciano di Palazzo Moncada, 1898.[26]

### Cinema
- Le sang d'un poète, di Jean Cocteau
- Orfeo (Orphée, 1949), di Jean Cocteau
- Il testamento di Orfeo (Le Testament d'Orphée, ou ne me demandez pas pourquoi!, 1959), di Jean Cocteau
- Pelle di serpente (The fugitive kind) di Sidney Lumet, dal dramma di Tennessee Williams Orpheus Descending
- Orfeo negro (Orfeu Negro, 1959), di Marcel Camus; dal dramma di Vinícius de Moraes.
- Harry a pezzi di Woody Allen
- Tre colori - Film blu (Film bleu, 1992) di Krzysztof Kieślowski
- Al di là dei sogni (Where dreams may come, 1997) di Vincent Ward
- Solaris di Steven Soderbergh
- Ritratto della giovane in fiamme di Céline Sciamma
- Frammenti dal passato - Reminiscence di Lisa Joy

### Fumetti, animazione e televisione
Orfeo della Lira è un personaggio del manga e anime Saint Seiya (I cavalieri dello zodiaco).
Orfeo è figlio di Sogno nei fumetti Sandman scritti da Neil Gaiman.
Nella serie televisiva Kaos viene reinterpretato il personaggio di Orfeo.
Orfeo ed Euridice nel cortometraggio animato di Francesco Romanelli

### Videogiochi
Orfeo (Orpheus) è il Persona iniziale del protagonista del videogioco Shin Megami Tensei: Persona 3, mentre una sua versione al femminile compare nell'edizione Portable in caso di scelta di una protagonista.
Orfeo (Orpheus) compare anche nel videogioco Hades come personaggio secondario, legato ad una questline che, riprendendo il mito greco, coinvolge anche il personaggio di Euridice.